# فلورانس ديلابورت
فلورانس ديلابورت ولدت في سنة 1959، وهي مترجمة وكاتبة فرنسية.
1. ↑  Babelio (بالفرنسية), QID:Q2877812